# 6130 Hutton
6130 Hutton (1989 SL5) là một thiên thạch xuyên Sao Hỏa được phát hiện vào ngày 24 tháng 09 năm 1989 bởi R. H. McNaught tại Siding Spring.

## Link ngoài
- JPL Small-Body Database Browser on 6130 Hutton